# Addison (Alabama)
Addison é uma cidade  localizada no estado americano do Alabama, no Condado de Winston.

## Demografia
Segundo o censo americano de 2000, a sua população era de 723 habitantes.
Em 2006, foi estimada uma população de 720, um decréscimo de 3 (-0.4%).

## Geografia
De acordo com o United States Census Bureau, a localidade tem uma área de 9,1 km², sem área coberta por água. Addison localiza-se a aproximadamente 257 m acima do nível do mar.

## Localidades na vizinhança
O diagrama seguinte representa as localidades num raio de 32 km ao redor de Addison.